# Сория
 Тази статия е за селището в Испания.  За провинцията вижте Сория (провинция).  
Сория (на испански: Soria) е град в Испания, в автономната област Кастилия и Леон. Населението на града е 39 838 (2010) жители. Разположен е в източната част на областта, на река Дуеро, в нейното горно течение.
Добре запазените крепостни стени и средновековна архитектура, привличат много туристи и определят водещата роля на туризма в местната икономика.

## История
Близо до града са разположени останките на древния град Нуманция, превзет и опожарен от римляните при завладяването на Иберийския полуостров. След падането на Западната Римска империя, градът е превзет и става част от земите на свебите, за да падне през 8 век под властта на маврите.
Освободен е през 1134 г. от Алфонсо I и присъединен към Кралство Леон. Намирайки се в граничната зона между три кралства – Леон, Арагон и Навара – градът е става важен отбранителен център и сцена на чести военни сблъсъци. След обединението на Испанската Корона през 1479 г., градът губи стратегическото си значение и започва период на упадък.